# Gijs Blom
Pour les articles homonymes, voir Blom.
Gijs Blom est un acteur néerlandais né le 2 janvier 1997 à Amsterdam.

## Vie privée
Il est le fils de l'actrice et chanteuse Marloes van den Heuvel.

## Filmographie sélective

### Cinéma
- 2011 : Sonny boy de Maria Peters : Wim à 13 ans
- 2014 : Kankerlijers de Lodewijk Crijns : Olivier
- 2014 : Nena (nl) de Saskia Diesing : Carlo
- 2015 : 4Jim : Jim
- 2016 : Moordvrouw : Giel van Rijn
- 2016 : La Famiglia (nl) : Angelo Esposito
- 2017 : Silk Road (nl) : Raymond
- 2017 : De mannentester (nl) : Noah kramer
- 2019 : Ma vie avec John F. Donovan : Petit-ami de Rupert
- 2020 : La Bataille de l'Escaut de Matthijs van Heijningen Jr. : Marinus van Staveren

### Télévision

#### Séries télévisées
- 2020 : L'Écuyer du roi de Will Davies et FilmWave : Prince Viridian
- 2023 : Fallen : Daniel

#### Téléfilms
- 2014 : Jongens de Mischa Kamp : Sieger

### Théâtre
- 2007-2009 : Ciske le filou